# 김요한 (가수)
김요한(1999년 9월 22일 ~ )은 대한민국의 가수이자 배우로 대한민국의 보이 그룹 위아이 멤버이며 대한민국의 보이 그룹 X1의 멤버였다.

## 학력
- 서울중랑초등학교 (졸업)
- 중화중학교 (졸업)
- 서울체육고등학교 (졸업)
- 상명대학교 사회체육전공 (휴학)

## 음반 외 활동

### 텔레비전 프로그램
| 연도 | 방송사            | 제목                           | 방송 기간                  |
| ---- | ----------------- | ------------------------------ | -------------------------- |
| 2019 | 엠넷              | PRODUCE X 101                  | 5월 3일 ~ 7월 19일         |
| 2019 | tvN               | 호구들의 감빵생활              | 8월 31일                   |
| 2020 | MBN               | 자연 스럽게                    | 3월 21일 ~ 4월 4일         |
| 2020 | MBC               | 오! 나의 파트, 너              | 4월 4일 ~ 4월 11일         |
| 2020 | SBS FiL           | 외식하는날 2                   | 5월 7일                    |
| 2020 | KBS               | 악(樂)인전                     | 4월 25일 ~ 7월 25일        |
| 2020 | KBS               | 신상출시 편스토랑              | 7월 10일 ~ 7월 24일        |
| 2020 | tvN               | 캐시백                         | 8월 25일                   |
| 2020 | MBC               | 황금어장 라디오스타            | 8월 26일                   |
| 2020 | KBS               | 유희열의 스케치북              | 8월 28일                   |
| 2020 | KBS               | 신상출시 편스토랑              | 8월 21일 ~ 9월 4일         |
| 2020 | MBC               | 전지적 참견 시점               | 9월 26일                   |
| 2020 | MBC               | 트로트의 민족                  | 10월 23일 ~ 2021년 1월 8일 |
| 2020 | KBS               | 개는 훌륭하다                  | 12월 21일                  |
| 2021 | MBC 에브리원      | 대한외국인                     | 1월 6일                    |
| 2021 | 카카오tv          | 찐경규                         | 2월 10일                   |
| 2021 | SBS MTV           | 더 쇼 시즌5                    | 3월 2일 ~ 12월 14일        |
| 2021 | MBN               | 병아리 하이킥                  | 5월 3일 ~ 7월 11일         |
| 2021 | MBC               | 전지적 참견 시점               | 5월 22일, 5월 29일         |
| 2021 | MBC               | 구해줘 홈즈                    | 8월 15일                   |
| 2021 | KBS               | 이거 알아?                     | 9월 20일 ~ 9월 21일        |
| 2022 | KBS               | 유희열의 스케치북              | 1월 21일                   |
| 2022 | 엠넷              | TNI SHOW                       | 3월 2일                    |
| 2022 | 유튜브            | 쇼터뷰                         | 4월 7일                    |
| 2022 | MBC M, MBC every1 | 주간 아이돌                    | 3월 23일 (스페셜 MC)       |
| 2022 | MBC M, MBC every1 | 주간 아이돌                    | 4월 13일 (스페셜 MC)       |
| 2022 | KBS               | 신상출시 편스토랑              | 7월 8일 ~ 7월 22일         |
| 2022 | KBS               | 스포츠골든벨                   | 9월 9일 ~ 9월 10일         |
| 2022 | JTBC              | 아는형님                       | 10월 22일                  |
| 2022 | TVING             | 러브캐처 인 발리               | 11월 18일~ (MC)            |
| 2022 | MBC               | 심야괴담회                     | 12월 22일                  |
| 2023 | SBS               | 꼬리에 꼬리를 무는 그날 이야기 | 1월 19일                   |

### 드라마
| 연도 | 방송사   | 제목                        | 역할                        | 비고     |
| ---- | -------- | --------------------------- | --------------------------- | -------- |
| 2009 | MBC      | 선덕여왕 (드라마)           | 화랑(어린이)                | 단역     |
| 2020 | KBS2     | 좀비탐정                    | 김무영이 구입한 화장품 모델 | 특별출연 |
| 2020 | 카카오TV | 아름다웠던 우리에게         | 차헌                        | 주연     |
| 2021 | tvN      | 마우스                      | 뇌 수술 받는 환자           | 특별출연 |
| 2021 | KBS2     | 학교 2021                   | 공기준                      | 주연     |
| 2025 | SBS      | 트라이 : 우리는 기적이 된다 | 윤성준                      | 주연     |
| 2026 | MBC      | 별이 빛나는 우리            | 이철우                      | 주연     |

## 수상 목록
- 2021년 KBS 연기대상 남자 신인상
- 2021년 KBS 연기대상 베스트 커플상 (with 조이현)